# Rio Miranda
O rio Miranda é um curso de água que banha o estado de Mato Grosso do Sul, Brasil. É formado no encontro do rio Roncador com o córrego Fundo, nos limites dos municípios de Jardim e Ponta Porã, a uma altitude de 320 metros acima do nível do mar. Percorre uma distância estimada de 490 km, desembocando no rio Paraguai, no município de Corumbá, a 83 metros de altitude. Cruza os biomas Cerrado e Pantanal, tendo como principal afluente o rio Aquidauana.

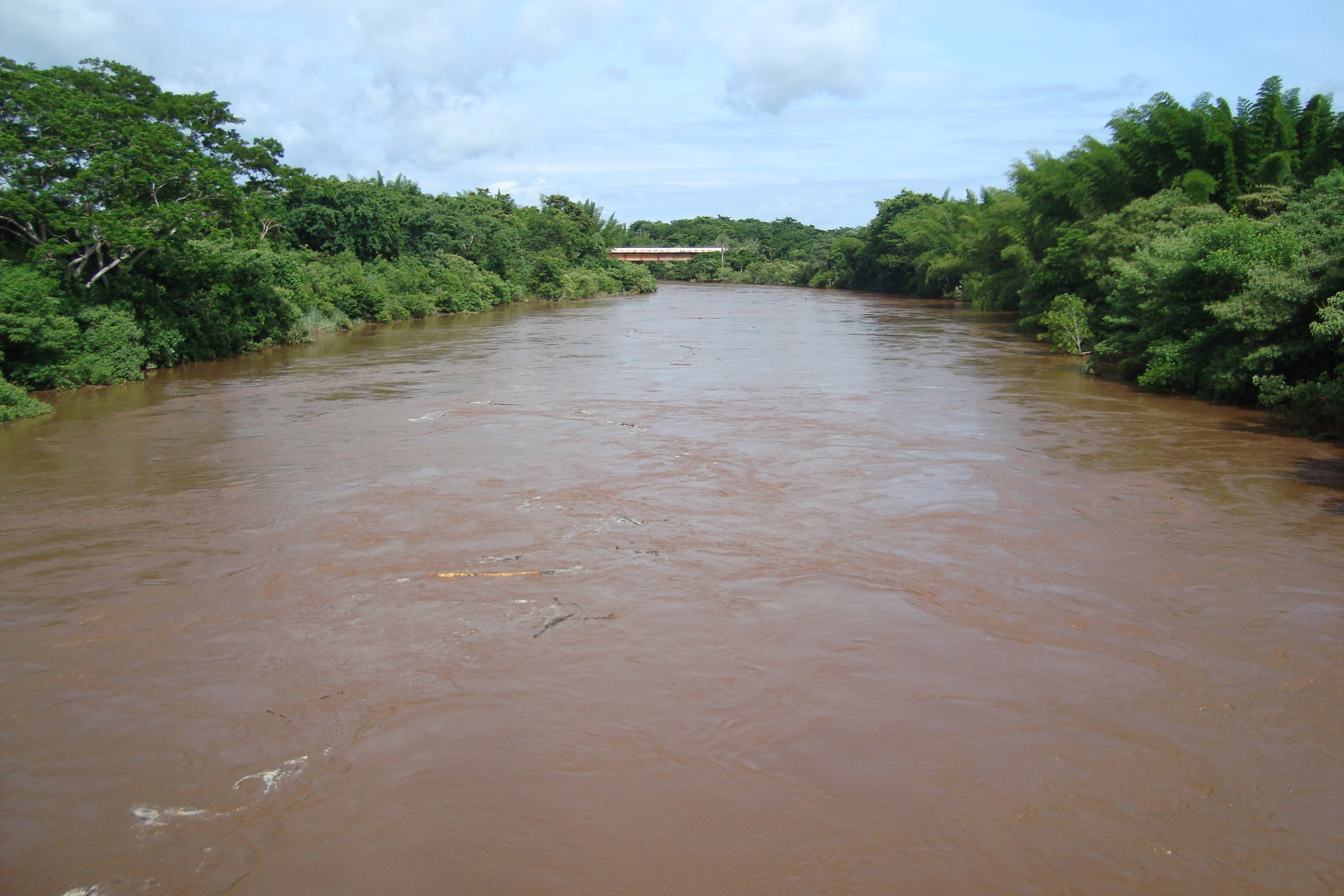
Trecho do rio, no município de Jardim

No vale do rio Miranda desenvolveram-se importantes missões jesuíticas, na então chamada Província de Itatim. Entre as missões está a cidade de Santiago de Xerez que foi fundada por espanhóis e destruída por bandeirantes paulistas.